# Itapúa Poty
Itapúa Poty es un distrito paraguayo del departamento de Itapúa, ubicado aproximadamente a 25 km de la Ruta N° 6, la cual conecta la ciudad de Encarnación con Ciudad del Este.

## Historia
Itapúa Poty fue elevada a distrito por la Ley Nº 926 de fecha 6 de agosto de 1996; que crea el Municipio Itapúa Poty del VII Departamento Itapúa y una Municipalidad con asiento en el pueblo.
El distrito de Itapúa Poty debe su nombre a la famosa polka creada por el músico Juan Carlos Soria, quién es oriundo de esta comunidad. El nombre en sí proviene del idioma Guaraní y significa «Flor de Itapúa».

## Geografía
El distrito de Itapúa Poty se encuentra en la zona centro-norte del departamento de Itapúa. Limita al norte con el Departamento de Caazapá, al sur con Pirapó y Capitán Meza, al este con Edelira y al oeste con Alto Verá.

## Demografía
Itapúa Poty cuenta con un total de 9 273 habitantes según datos oficiales del censo paraguayo de 2022. Sus pobladores; compuesta de descendientes de inmigrantes extranjeros; en su mayoría alemanes y brasileros; motivo por el cual, en las comunidades rurales, no es raro encontrar el acento extranjero que se diferencia de lo que se ve en otras zonas del país.

## Turismo
El Salto Takuapí se encuentra en los bosques del distrito, caracterizada por quebradas con relieve muy accidentado, con abundantes nacientes de agua que forman parte de la cuenca del Río Tebicuary. Es un salto de agua con más de 30 metros de altura, ideal para la práctica de eco aventura y deportes como el rappel; localizada dentro del área de Reserva San Rafael; es el potencial turístico del distrito; donde sobresale la belleza de los recursos naturales; donde la tierra colorada desprende un intenso perfume a humedad que inunda profundamente los sentidos, y donde los árboles se abrazan con lianas y ramas de helechos y otras especies que miden más de un metro de altura. El lugar está rodeado de lapachos rosados, ceibos bien colorados y no es difícil encontrarse con algunas graciosas ardillas, que se alimentan vorazmente del fruto de las palmeras. En el Parque no solo son protagonistas los recursos naturales (ríos, fauna y flora), sino también las comunidades indígenas que conviven con la Naturaleza como los Mbyá Guaraní, las colonias de campesinos agricultores y los grandes establecimientos agropecuarios. La presencia de descendientes de inmigrantes de diferentes nacionalidades le da un carácter especial a la región en cuanto a las manifestaciones culturales como fiestas, comidas típicas, vestimenta, arquitectura. Actualmente son 34 las comunidades indígenas que están en el área de influencia de la reserva, 20 dentro de los límites y 14 en la zona de amortiguamiento.